# Бин, Маргарет
Маргарет Бин (англ. Margaret Bean, род. 18 июня 1953, Гуам) — гуамская шоссейная и трековая велогонщица. Участник летних Олимпийских игр 1992 года.

## Карьера
В 1992 году был включён в состав сборной Гуама на летних Олимпийских играх в Барселоне. На них выступил в двух гонках.
Сначала в групповой шоссейной гонке протяжённостью 81 км заняла 52 место, уступив почти 25 минут победительнице Петре Росснер (Германия).
Затем в индивидуальной гонке преследования. 
В её квалификации, из которой в основной раунд выходило 8 гонщиков, уступила Сэйко Хасимото (Япония) и закончила выступление заняв последние место в итоговом протоколе.